# 조용태
조용태(1986년 3월 31일 ~ )는 대한민국의 축구 선수로서 포지션은 공격수였다.

## 클럽 경력
전라남도 순천에서 태어났으며 연세대학교를 졸업하고 2008년 수원 삼성 블루윙즈에 입단하였다. 컵대회 FC 서울과의 원정경기에서 1-0으로 이기고 있던 도중 쐐기골을 넣고 정규 리그 전북 현대 모터스와의 원정경기에서 1-1로 비기고 있던 중 한 골을 만들어내는 등 경기 후반에 좋은 모습을 보이자 수원의 서포터는 '용태 타임'이라는 신조어를 만들어내기도 하였다. 데뷔 시즌의 좋은 활약으로 2008 K리그 신인왕 후보로 거론되기도 하였다.
2010년, 군 복무를 위해 광주 상무에 입단하였고, 2011년 상주 상무 피닉스에서 군 전역 후 원 소속팀인 수원 블루윙즈로 복귀하였다.
2014년, 경남 FC로 이적하였으나 다음해 경남을 떠나게 되었다.
2014년 7월 조용태는 K리그 챌린지의 광주 FC로 이적하였다. 조용태는 광주 FC에서 자리를 잡고, 팀의 승격을 이끌어냈다.
2017년 2월 FA 자격을 얻은 조용태는 서울 이랜드 FC로 이적하며 K리그 챌린지로 복귀하였다.

## 지도자 경력
현역 은퇴 후, 광주 U-18 금호고 코치에 부임해 2019 K리그 유스 챔피언십, 2019 전국고등축구리그 왕중왕전 우승 등에 기여했다.
2022년 1월 3일에 광주 FC의 필드 코치로 부임하였다.

## 경력 통계
2018년 10월 7일 기준
| 구단 경력   | 구단 경력             | 구단 경력   | 리그 | 리그 | FA컵 | FA컵 | 총합 | 총합 |
| 시즌        | 소속                  | 디비전      | 출장 | 득점 | 출장 | 득점 | 출장 | 득점 |
| 대한민국    | 대한민국              | 대한민국    | 리그 | 리그 | FA컵 | FA컵 | 총합 | 총합 |
| ----------- | --------------------- | ----------- | ---- | ---- | ---- | ---- | ---- | ---- |
| 2008        | 수원 삼성             | 1부         | 11   | 1    | ?    | ?    | 11   | 1    |
| 2009        | 수원 삼성             | 1부         | 9    | 1    | ?    | ?    | 9    | 1    |
| 2010        | 광주 상무 (상주 상무) | 1부         | 12   | 2    | ?    | ?    | 12   | 2    |
| 2011        | 광주 상무 (상주 상무) | 1부         | 8    | 1    | ?    | ?    | 8    | 1    |
| 2011        | 수원 삼성             | 1부         | 2    | 0    | ?    | ?    | 2    | 0    |
| 2012        | 수원 삼성             | 1부         | 12   | 1    | ?    | ?    | 12   | 1    |
| 2013        | 수원 삼성             | 1부         | 14   | 1    | ?    | ?    | 14   | 1    |
| 2014        | 경남 FC               | 1부         | 1    | 0    | ?    | ?    | 1    | 0    |
| 2014        | 광주 FC               | 2부         | 17   | 2    | ?    | ?    | 17   | 2    |
| 2015        | 광주 FC               | 1부         | 22   | 2    | ?    | ?    | 22   | 2    |
| 2016        | 광주 FC               | 1부         | 10   | 0    | ?    | ?    | 10   | 0    |
| 2017        | 서울 이랜드           | 2부         | 5    | 0    | 0    | 0    | 5    | 0    |
| 2018        | 서울 이랜드           | 2부         | 8    | 0    | 1    | 0    | 9    | 0    |
| 커리어 통산 | 커리어 통산           | 커리어 통산 | 131  | 11   | 1    | 0    | 132  | 11   |